# Adam Bolt
Adam Bolt es un niño australiano de la serie animada italiana Meteoheroes que vive en la ciudad de Sidney, y  su Super poder es controlar el fuego con el nombre Fulmen,